# Sezon 2013/2014 w curlingu
Zestawienie rozgrywek curlingowych w sezonie 2013/2014, który rozpocznie się we wrześniu 2013 a zakończy w maju roku następnego. Najważniejszym turniejem są zimowe igrzyska olimpijskie.
|                    | Zawody                                                                   | 1.                                   | 2.                                             | 3.                                                      |
| ------------------ | ------------------------------------------------------------------------ | ------------------------------------ | ---------------------------------------------- | ------------------------------------------------------- |
|                    | Mistrzostwa Europy Mikstów Edynburg, 14 września–21 września 2013        | Andreas Kapp                         | Ewan MacDonald                                 | György Nagy                                             |
|                    | Mistrzostwa Europy – Grupa C Kopenhaga, 7–13 października 2013           | Alina Pavlyuchik                     | Valentina Jurincic                             | Dominika Nitkova                                        |
| Adrian Meikle      | Mistrzostwa Europy – Grupa C Kopenhaga, 7–13 października 2013           | Allen Coliban                        | Djordje Neskovic                               |                                                         |
| Kanada             | Canadian Olympic – Road to the Roar Kitchener, 5–10 listopada 2013       | Renée Sonnenberg • Valerie Sweeting  | Renée Sonnenberg • Valerie Sweeting            | Renée Sonnenberg • Valerie Sweeting                     |
| Kanada             | Canadian Olympic – Road to the Roar Kitchener, 5–10 listopada 2013       | John Morris • Brad Jacobs            |                                                |                                                         |
|                    | Mistrzostwa Azji i Strefy Pacyfiku Szanghaj, 11–19 listopada 2013        | Kim Ji-sun                           | Wang Bingyu                                    | Ayumi Ogasawara                                         |
| Liu Rui            | Mistrzostwa Azji i Strefy Pacyfiku Szanghaj, 11–19 listopada 2013        | Yusuke Morozumi                      | Kim Soo-hyuk                                   |                                                         |
| Kanada             | Canadian Mixed Curling Championship Ottawa, 14–23 listopada 2013         | Darren Moulding                      | Cory Heggestad                                 | Shaun Meachem                                           |
| Kanada             | The Dominion Curling Club Championship Thunder Bay, 18–23 listopada 2013 | Stacey Fordyce                       | Heather Burnett                                | Nicole Baldwin Michelle Fletcher                        |
| Kanada             | The Dominion Curling Club Championship Thunder Bay, 18–23 listopada 2013 | Dan Sherrard                         | Corey Martens                                  | Pat Paslawski Scott Davidge                             |
|                    | Mistrzostwa Europy Stavanger, 22-30 listopada 2013                       | Margaretha Sigfridsson               | Eve Muirhead                                   | Mirjam Ott                                              |
| Sven Michel        | Mistrzostwa Europy Stavanger, 22-30 listopada 2013                       | Thomas Ulsrud                        | David Murdoch                                  |                                                         |
| Kanada             | Canadian Olympic Trials Winnipeg, 1-9 grudnia 2013                       | Jennifer Jones                       | Sherry Middaugh                                | Rachel Homan                                            |
| Kanada             | Canadian Olympic Trials Winnipeg, 1-9 grudnia 2013                       | Brad Jacobs                          | John Morris                                    | Kevin Martin                                            |
|                    | Turniej kwalifikacyjny do ZIO 2014 Füssen, 10–15 grudnia 2013            | Wang Bingyu                          | Ayumi Ogasawara                                | Marianne Rørvik                                         |
| John Jahr          | Turniej kwalifikacyjny do ZIO 2014 Füssen, 10–15 grudnia 2013            | John Shuster                         | Jiří Snítil                                    |                                                         |
|                    | Zimowa Uniwersjada Trydent, 12–21 grudnia 2013                           | Anna Sidorowa                        | Kim Ji-sun                                     | Michèle Jäggi                                           |
| Oskar Eriksson     | Zimowa Uniwersjada Trydent, 12–21 grudnia 2013                           | Kyle Smith                           | Brendan Bottcher                               |                                                         |
|                    | Europejski Challenge Juniorów Lohja, 3-8 stycznia 2014                   | Veronica Zappone                     | Dorottya Palancsa                              | Hetty Garnier                                           |
| Sebastian Wunderer | Europejski Challenge Juniorów Lohja, 3-8 stycznia 2014                   | Wouter Gösgens                       | Marek Cernovsky                                |                                                         |
|                    | Mistrzostwa Azji i Strefy Pacyfiku Juniorów Harbin, 8–14 stycznia 2014   | Kim Kyeong-ae                        | Jiang Yilun                                    | Mayu Minami                                             |
| Wang Jinbo         | Mistrzostwa Azji i Strefy Pacyfiku Juniorów Harbin, 8–14 stycznia 2014   | Jeong Yeong-seok                     | Willie Miller                                  |                                                         |
|                    | The Dominion All-Star Curling Skins Game Banff, 11–12 stycznia 2014      | Jeff Stoughton                       | Kevin Martin                                   | Brad Jacobs Brad Gushue                                 |
|                    | Continental Cup Las Vegas, 16–19 stycznia 2014                           | Ameryka Północna                     | Świat                                          | –                                                       |
| Kanada             | Canadian Junior Curling Championships Liverpool, 18–26 stycznia 2014     | Kelsey Rocque                        | Kalia Van Osch                                 | Mary Fay                                                |
| Kanada             | Canadian Junior Curling Championships Liverpool, 18–26 stycznia 2014     | Braden Calvert                       | René Comeau                                    | Carter Lautner                                          |
| Kanada             | Scotties Tournament of Hearts Montreal, 1-9 lutego 2014                  | Rachel Homan                         | Valerie Sweeting                               | Chelsea Carey                                           |
|                    | Zimowe Igrzyska Olimpijskie Soczi, 7–23 lutego 2014                      | Jennifer Jones                       | Margaretha Sigfridsson                         | Eve Muirhead                                            |
| Brad Jacobs        | Zimowe Igrzyska Olimpijskie Soczi, 7–23 lutego 2014                      | David Murdoch                        | Niklas Edin                                    |                                                         |
|                    | Mistrzostwa Świata Juniorów Flims, 26 lutego-5 marca 2014                | Kelsey Rocque                        | Kim Kyeong-ae                                  | Alina Kowalowa                                          |
| Yannick Schwaller  | Mistrzostwa Świata Juniorów Flims, 26 lutego-5 marca 2014                | Kyle Smith                           | Eirik Mjøen                                    |                                                         |
| Kanada             | Tim Hortons Brier Kamloops, 1-9 marca 2014                               | Kevin Koe                            | John Morris                                    | Jeff Stoughton                                          |
| Polska             | Mistrzostwa Polski Juniorów Warszawa, 7-9 marca 2014                     | AZS Gliwice Rozbitki (Marta Pluta)   | CCC Warszawa Śfiry (Aneta Lipińska)            | Sopot CC Wa ku'ta SUMMIT (Aleksandara Serba)            |
| Polska             | Mistrzostwa Polski Juniorów Warszawa, 7-9 marca 2014                     | CCC Warszawa Mleko (Michał Janowski) | AZS Gliwice (Tomasz Pluta)                     | KS Warszowice (Radosław Pisarek)                        |
|                    | Zimowe Igrzyska Paraolimpijskie Soczi, 7–16 marca 2014                   | Jim Armstrong                        | Andriej Smirnow                                | Aileen Neilson                                          |
|                    | Mistrzostwa Świata Kobiet Saint John, 15–23 marca 2014                   | Binia Feltscher                      | Rachel Homan                                   | Anna Sidorowa                                           |
| Kanada             | Canadian Mixed Doubles Curling Trials 19–23 marca 2013                   | Wayne Tuck Junior, Kim Tuck          | Charley Thomas, KaLynn Park                    | John Morris, Heather Smith Mike Armstrong, Ashley Quick |
| Kanada             | Canadian Senior Curling Championships Yellowknife, 20-30 marca 2014      | Lois Fowler                          | Lorraine Arguin                                | Marilyn Bodogh                                          |
| Kanada             | Canadian Senior Curling Championships Yellowknife, 20-30 marca 2014      | Alan O’Leary                         | Kelly Robertson                                | Robbie Gordon                                           |
|                    | Mistrzostwa Świata Mężczyzn Pekin, 29 marca-6 kwietnia 2014              | Thomas Ulsrud                        | Oskar Eriksson                                 | Peter de Cruz                                           |
| Polska             | Mistrzostwa Polski Cieszyn, 13–16 kwietnia 2014                          | AZS Gliwice Rozbitki (Marta Pluta)   | RKC Ruda Śląska Cofeina (Marta Szeliga-Frynia) | AZS Gliwice Kamikaze (Elżbieta Ran)                     |
| Polska             | Mistrzostwa Polski Cieszyn, 13–16 kwietnia 2014                          | Sopot CC Wa ku'ta (Borys Jasiecki)   | AZS Gliwice Smok (Andrzej Augustyniak)         | KS Warszowice (Damian Herman)                           |
|                    | Mistrzostwa Świata Seniorów Dumfries, 22–29 kwietnia 2014                | Christine Cannon                     | Colleen Pinkney                                | Ingrid Meldahl                                          |
| Wayne Tallon       | Mistrzostwa Świata Seniorów Dumfries, 22–29 kwietnia 2014                | Connie Östlund                       | Hugh Millikin                                  |                                                         |
|                    | Mistrzostwa Świata Par Mieszanych Dumfries, 22–29 kwietnia 2014          | Michelle Gribi, Reto Gribi           | Camilla Johansson, Per Noreen                  | Irantzu Garcia, Sergio Vez                              |
| Kanada             | Canadian Wheelchair Curling Championship 28 kwietnia-4 maja 2014         | Dennis Thiessen                      | Benoit Lessard                                 | Mike Munro                                              |

## Eliminacje do Mistrzostw Kanady 2014
| Prowincja                  | Kobiety Scotties Tournament of Hearts Montreal, 1-9 lutego 2014                | Kobiety Scotties Tournament of Hearts Montreal, 1-9 lutego 2014 | Mężczyźni Tim Hortons Brier Kamloops, 1-9 marca 2014                               | Mężczyźni Tim Hortons Brier Kamloops, 1-9 marca 2014 |
| -------------------------- | ------------------------------------------------------------------------------ | --------------------------------------------------------------- | ---------------------------------------------------------------------------------- | ---------------------------------------------------- |
| Alberta                    | AB Scotties Tournament of Hearts Sylvan Lake, 8 – 12 stycznia 2014             | Valerie Sweeting                                                | Boston Pizza Cup Lacombe, 5-9 lutego 2014                                          | Kevin Koe                                            |
| Jukon                      | Yukon/NWT Scotties Tournament of Hearts Yellowknife, 3-5 stycznia 2014         | Sarah Koltun                                                    | Yukon/NWT Men’s Curling Championship Whitehorse, 6-9 lutego 2014                   | Jamie Koe                                            |
| Kolumbia Brytyjska         | BC Scotties Tournament of Hearts Prince George, 5–12 stycznia 2014             | Kesa Van Osch                                                   | Canadian Direct Insurance BC Men’s Curling Championship Vancouver, 5-9 lutego 2014 | John Morris                                          |
| Manitoba                   | MB Scotties Tournament of Hearts Virden, 8–12 stycznia 2014                    | Chelsea Carey                                                   | Safeway Championship 29 stycznia–2 lutego 2014                                     | Jeff Stoughton                                       |
| Northern Ontario           | –                                                                              | –                                                               | Men’s Travelers NOCA Provincials Timmins, 5-9 lutego 2014                          | Jeff Currie                                          |
| Nowa Fundlandia i Labrador | NL Scotties Tournament of Hearts Saint John’s, 8–12 stycznia 2014              | Heather Strong                                                  | Newfoundland and Labrador Tankard Saint John’s, 27 stycznia–2 lutego 2014          | Brad Gushue                                          |
| Nowa Szkocja               | NS Scotties Tournament of Hearts Sydney, 7–12 stycznia 2014                    | Heather Smith                                                   | Molson Coors Tankard Truro, 4-9 lutego 2014                                        | Jamie Murphy                                         |
| Nowy Brunszwik             | NB Scotties Tournament of Hearts 8–12 stycznia 2014                            | Andrea Crawford                                                 | Molson Canadian Men’s Provincial Curling Championship Moncton, 5-9 lutego 2014     | James Grattan                                        |
| Ontario                    | ON Scotties Tournament of Hearts Sault Ste. Marie, 6–12 stycznia 2014          | Allison Flaxey                                                  | Travelers Tankard Smiths Falls, 27 stycznia–2 lutego 2014                          | Mark Bice                                            |
| Quebec                     | Championnat Provincial des Coeurs Scotties Val d’Or, 12–18 stycznia 2014       | Allison Ross                                                    | Championnat provincial de curling masculin Val d’Or, 12–19 stycznia 2014           | Jean-Michel Ménard                                   |
| Saskatchewan               | SaskPower Provincial Scotties Tournament of Hearts Tisdale, 8–12 stycznia 2014 | Stefanie Lawton                                                 | SaskTel Tankard Shaunavon, 29 stycznia–2 lutego 2014                               | Steve Laycock                                        |
| Wyspa Księcia Edwarda      | PEI Scotties Tournament of Hearts 8–12 stycznia 2014                           | Kim Dolan                                                       | PEI Tankard Montague, 5-9 lutego 2014                                              | Eddie MacKenzie                                      |
| Team Canada                | Scotties Tournament of Hearts 2013 Kingston, 16–24 lutego 2013                 | Rachel Homan                                                    | –                                                                                  | –                                                    |